# Majo no jōken
Majo no jōken (魔女の条件? letteralmente "Le condizioni di una strega"; in inglese conosciuto anche come Witch's requirement/Forbidden love)  è un dorama stagionale primaverile prodotto da TBS e mandato in onda nel 1999, con molte delle scene girate all'interno del campus universitario di Musashi, a Tokyo.
La fiction consta di 11 puntate e vede come protagonisti Nanako Matsushima, già conosciuta per il dorama dedicato a Great Teacher Onizuka e il giovane cantante della scuderia Johnny & Associates Hideaki Takizawa.
La serie tv racconta principalmente d'una storia d'amore che nasce e si sviluppa tra un'insegnante di liceo ed un proprio alunno.
Il termine Majo, che potrebbe esser tradotto approssimativamente come "strega" (in riferimento alla pratica medioevale della caccia alle streghe), implica il fatto che la protagonista viene ad esser disprezzata dalla propria famiglia e dalla società tutta a causa del suo comportamento "differente" rispetto a quello di tutti gli altri: causa di tutti i suoi problemi il rapporto amoroso sbocciato tra i banchi di scuola tra lei, donna adulta, ed un ragazzo di quasi dieci anni più giovane.

## Trama
Michi, insegnante supplente di matematica, accetta (provvisoriamente) la proposta di matrimonio fattale dal suo attuale ragazzo, seppur incerta della solidità di sentimenti che prova per lui; ma sente d'altra parte la pressione che giunge da parte di suo padre e della società di far quello che ci si sembra in ogni caso sempre aspettare da lei.
Hikaru è uno studente frustrato dalla quotidiana ripetitività di quella ch'è stata la propria esistenza fino ad allora, con una madre single ed essendo stato espulso già da molte scuole superiori in precedenza a causa della sua cattiva condotta, del tutto irrispettosa dei dettami comuni: entra nella classe di Michi come nuovo studente appena trasferito.
I due si trovano presto catapultati dentro una tempesta di emozioni fino allora rimaste represse: dopo aver avuto un rapporto sessuale all'interno dell'edificio scolastico, nascosti in Biblioteca, e aver passato la notte assieme, decidono di fuggire in cerca della loro felicità.
Trascorrono i mesi seguenti in diversi luoghi, sempre fuggitivi; saranno ospitati anche per un breve periodo di tempo da un parente che ha lasciato tutto per lavorar in una fattoria-casa d'accoglienza per bambini abbandonati. È colui che riesce a veder le cose nel modo più lungimirante, libero da pregiudizi di sorta. Questo fino a quando Kyoko non li rintraccia e fa arrestare Michi con l'accusa di sequestro di persona. Dopo che la madre lo ferisce accidentalmente durante un'accesa discussione, Hikaru viene ricoverato in ospedale in osservazione; Kyoko cerca di convincere il figlio a dimenticare quella donna "poco di buono" che lo ha sedotto con astuzia e malevolenza.
Non riuscendo a convincerlo offre dei soldi a Miharu (sua insegnante privata) perché si offra a lui, ma il ragazzo rifiuta con sdegno la proposta indecente: allora tenta il tutto per tutto e, forte del potere che continua a mantenere nei confronti del ragazzo derivatole dai soldi, decide di mandarlo a concludere gli studi negli Stati Uniti. Al fine di proteggerla da ulteriori guai, quando si trova in aeroporto e Michi gli chiede di rimanere, Hikaru le risponde che oramai non la ama più.
Michi scopre in seguito che Jun, compagna di classe di Hikaru e sua alunna, è fisicamente maltrattata e subisce continui abusi da parte del padre ubriacone; in attesa di altre sistemazioni fa vivere la ragazza in casa con lei accogliendola amorevolmente. Poco dopo però Michi si rende conto d'esser incinta e quando il padre esige che si sottoponga ad un aborto, lascia la casa: Jun telefona ad Hikaru per informarlo di tutto.
Tornato immediatamente le promette solennemente che d'ora in poi rimarrà sempre con lei al suo fianco; la coppia inizia a questo punto una vita in comune, fermamente determinata a far nascere il bambino e formare una famiglia.
La madre di Hikaru, dopo il fallimento dell'ospedale a seguito degli scandali emersi a carico di Yu, tenta il suicidio per overdose e viene ricoverata d'urgenza in pericolo di vita: Michi a questo punto decide di andare a vivere da Kiriko per lasciar libero Hikaru di prendersi cura della madre sofferente. Alla fine riesce ad essere assunta in un altro liceo, ma poco dopo ha un malore e rischia d'aver un aborto spontaneo a causa dello stress prolungato che ha dovuto subire in tutti questi mesi.
I medici la informano che deve interrompere immediatamente la gravidanza se non vuole correre gravi rischi per la propria salute: Hikaru è favorevole, ma Michi rifiuta e fugge dall'ospedale. Dopo aver implorato Hikaru di non permettere che uccidano il loro bambino, dev'essere ricoverata d'urgenza e in sala operatoria, mentre è sottoposta ad un delicatissimo intervento chirurgico, cade in coma.
La madre di Hikaru, ripresasi, sembra infine riuscire ad accettare il rapporto del figlio con Michi; anche Masaru rinunzia definitivamente alla fidanzata dopo essersi reso conto che è Hikaru colui che riesce a rendere maggiormente felice Michi; Jun decide di diventare un avvocato per cercar d'aiutare le persone che si trovano nella sua stessa situazione familiare degradata; Hikaru riprende duramente il college e sceglie d'intraprendere la carriera medica.
Michi, infine, si risveglia dopo un mese dal coma e, seppur devastata dal fatto d'aver perduto il bambino, trova la forza necessaria per superar il dolore nella sicurezza datagli dalla vicinanza di Hikaru. Ora che nessuno più si oppone alla loro felicità, sono certi di poter iniziare finalmente un percorso di vita assieme.

## Temi affrontati
Fino a che punto è lecita una relazione d'amore tra persone d'età differente che chiedono solo di poter esprimer senza alcun timore di sorta i propri sentimenti? Anche di fronte all'ambiente in cui si trovano ad operar, sia quindi all'interno dell'istituzione familiare sia all'esterno in ambito lavorativo e sociale??
In più vengono toccati anche altri temi scottanti, quali l'aborto, la violenza domestica, i rapporti psicologicamente molto contorti e "opachi" all'interno dell'istituzione-famiglia (degli egoismi e desideri di dominio travestiti da legami familiari).
Come il loro rapporto viepiù cresce in sentimento, eccoli rendersi improvvisamente conto di tutto quello che si sono persi fino ad allora lasciandosi guidar dalle pressioni di chi li circonda, cosa questa che hanno sempre fatto anche loro passivamente: ed è propriamente questo legame di puro sentire che li attrae l'uno verso l'altra... sino a giunger molto pericolosamente vicini l'uno all'altra. Dopo essersi abbandonati alla reciproca passione una sera tra gli scaffali della biblioteca, scelgono di scappare via insieme. Quella che segue è una straziante storia d'"amore proibito", dove Michi dovrà affrontar il giudizio impietoso:
- a) della società civile all'interno della quale vive, che l'accuserà d'esser nientemeno che una "corruttrice di minorenni"... poco meno d'una strega!
- b) del suo fidanzato abbandonato senza alcuna spiegazione decente proprio poco prima delle nozze.
- c) di suo padre, profondamente deluso dal suo comportamento "scandaloso".
- d) dei suoi colleghi di lavoro, che la vedono da un certo momento in poi come un'appestata.

## Protagonisti
- Michi Hirose, interpretata da Nanako Matsushima, 26 anni: insegnante supplente di matematica in un liceo cittadino.

Scappa assieme ad un suo studente quando si rende pienamente conto d'esserne profondamente innamorata, dopo cioè aver passato la notte assieme nascosti da occhi indiscreti all'interno della biblioteca scolastica. Di carattere insicuro davanti agli altri adulti, ai limiti dell'intraprendenza quando si trova di fianco ad Hikaru.
- Hikaru Kurosawa, interpretato da Hideaki Takizawa, 17 anni: alunno di Michi.

Scappa con lei semplicemente perché la ama. Un ragazzo dal temperamento difficile, già espulso precedentemente da diverse scuole del paese per cattiva condotta e carattere irrispettoso nei confronti dell'autorità. Ha un rapporto alquanto difficile con la madre iper-protettiva, soprattutto dopo aver scoperto la relazione sessuale della donna col direttore amministrativo dell'ospedale.
- Masaru Kitai, interpretato da Tetsuya Bessho: 30 anni, fidanzato ufficiale di Michi e suo promesso sposo.

Si mette ad inseguire i due fuggitivi, punto nel vivo del suo orgoglio e onore di maschio virile, arrivando al punto di prender a pugni in mezzo alla strada Hikaru.
- Kyoko Kurosawa, interpretata da Hitomi Kuroki, 39 anni: madre di Hikaru.

Gestisce una clinica ospedaliera privata di successo e si aspetta che il figlio ne assuma la direzione appena conclusi gli studi. Denuncia Michi per rapimento, molestie e corruzione di minore; è una donna ipocrita, perbenista e irrimediabilmente spenta interiormente.
- Ken'ichi Hirose, interpretato da Tsuji Kazunaga, 59 anni: padre di Michi.

Dirigente scolastico in pensione, non riesce assolutamente a comprender le ragioni della figlia; è un tipo autoritario e un uomo decisamente all'antica, che non esita ad esser manesco con la figlia.
- Motoko Hirose, interpretata da Yumi Shirakawa, 56 anni: madre di Michi.

Dopo un primo momento di smarrimento davanti alla "folle" decisione presa dalla figlia, riesce ad immedesimarsi nei sentimenti autentici che la giovane donna sta provando per la prima volta nella sua vita e cerca di starle comunque vicino e sostenerla nella difficile situazione. Sta dalla parte della figlia e contro il marito quando comprende quant'è stato infelice ed obbligato il proprio matrimonio.
- Yu Godai, interpretato da Yuichiro Yamaguchi, 42 anni: primario dell'ospedale Kurosawa).

È l'amante segreto della madre di Hikaru; cerca subito in tutti i modi di trar vantaggio dalla situazione venutasi a crear, dando un finto appoggio al ragazzo. È implicato anche in storie di corruzione e tangenti.
- Kiriko Uda, interpretata da Naomi Nishida, 26 anni: collega di lavoro di Masaru ed amica (non molto) sincera di Michi.
- Jun Kinoshita, interpretata da Maiko Yamada, 17 anni: compagna di scuola di Hikaru e segretamente innamorata di lui.
- Miharu Sugai, interpretato da Rin Ozawa, 21 anni: tutor privata di Hikaru assunta da Kyoko dopo aver tolto il figlio dalla scuola pubblica.
- Okajima-sensei, interpretato da Ryōsei Tayama, 50 anni: direttore dell'istituto in cui insegna Michi.
- Matsuoka-sensei, interpretato da Yōichi Nukumizu, 35 anni: insegnante di storia e letteratura, collega di Michi e uno dei professori di Hikaru.
- Shunin Shimoda, interpretato da Kazue Tsunogae, 45 anni.
- Ken'ichi Yajima.

## Episodi
| Nº | Giapponese 「Kanji」 - Rōmaji | In onda        | In onda |
| Nº | Giapponese 「Kanji」 - Rōmaji | Giapponese     |         |
| 1  | 「彼が生徒じゃなかったら…」 - Kare ga seito janakattara... | 8 aprile 1999  |         |
| 1  | Michi, giovane insegnante di scuola superiore, accetta la proposta di matrimonio fattale dal fidanzato Masaru, anche se non è completamente sicura di amarlo veramente. Un mattino, mentre s sta recando al lavoro, rischia di essere investita da un ragazzo in sella ad una grossa motocicletta; nell'impatto le si sfila l'anello di fidanzamento che le era appena stato donato, ma il ragazzo lo trova e dopo averlo raccolto glielo porge. A scuola Michi scopre che il giovane, Hikaru, è un suo nuovo studente proprio nella classe dove insegna. |                |         |
| 2  | 「初めてのあやまち」 - Hajimete noayamachi | 15 aprile 1999 |         |
| 3  | 「二人が結ばれた夜」 - Futari ga musuba reta yoru | 22 aprile 1999 |         |
| 4  | 「二人だけの秘密」 - Futari dakeno himitsu | 29 aprile 1999 |         |
| 5  | 「先生さよなら」 - Sensei sayonara | 6 maggio 1999  |         |
| 6  | 「逃避行」 - Tōhikō | 13 maggio 1999 |         |
| 7  | 「逮捕」 - Taiho | 20 maggio 1999 |         |
| 8  | 「15分だけの幸せ」 - 15 fun dakeno shiawase | 27 maggio 1999 |         |
| 9  | 「妊娠」 - Ninshin | 3 giugno 1999  |         |
| 10 | 「先生はすべてを捨てた」 - Sensei hasubetewo sute ta | 10 giugno 1999 |         |
| 11 | 「自由の国へ」 - Jiyū no kuni he | 17 giugno 1999 |         |

## Colonna sonora
- Tema d'apertura: First Love di Utada Hikaru. Il brano è il terzo singolo della cantante uscito un mese dopo il suo album di debutto.